# Я його наречена
«Я його наречена» (рос. «Я его невеста») — радянський художній фільм 1969 року, зняв режисер Наум Трахтенберг на студії «Мосфільм».

## Сюжет
За мотивами повісті О. Чаковського «Наречена». Суд незаслужено виносить суворий вирок молодому робітникові Володі Харламову. Його подруга Валя, яку Володя одного разу врятував від хуліганів, і народний засідатель Мітрохін активно наполягають на перегляді справи. Зрештою до них приєднуються й інші, які добре знали Харламова, але яким суттєво заважали прості людські якості — страх, егоїзм і байдужість…

## У ролях
- Наталія Величко — Валя Кудрявцева
- Всеволод Санаєв — Антон Григорович Мітрохін, народний засідатель
- Олександр Філіппенко — Володя Харламов, монтер, підсудний
- Всеволод Абдулов — Андрій, приятель Валі Кудрявцевої
- Валерій Носик — Слава Васін, шофер, підсудний
- Світлана Старикова — Катя Васіна
- Георгій Куликов — батько Валі
- Борис Зайденберг — Інокентій Гаврилович Некрасов, директор комбінату
- Майя Булгакова — Марія Степанівна, вчителька
- Валентина Владимирова — Анна Матвіївна Саврасова, мати збитого велосипедиста Діми
- Валентин Зубков — Толкунов, старшина міліції
- Ігор Кашинцев — Пивоваров, слідчий, капітан
- Олексій Алексєєв — суддя
- Юрій Леонідов — прокурор
- Валентина Березуцька — народний засідатель
- Леонід Куравльов — начальник табору
- Юрій Румянцев — Сергій, робітник з бригади Харламова
- Георгіос Совчіс — епізод
- Т. Третьякова — епізод
- Віктор Філіппов — Олексій Воронін, бригадир
- Юрій Мартинов — робітник з бригади Харламова
- Володимир Ліппарт — глядач в залі суду
- Станіслав Міхін — міліціонер

## Знімальна група
- Режисер — Наум Трахтенберг
- Сценаристи — Михайло Папава, Олександр Чаковський
- Оператор — Олексій Темерін
- Композитори — Василь Дєхтєрєв, Джон Тер-Татевосян
- Художник — Євген Свідєтєлєв